# Château de Holte
Pour les articles homonymes, voir Holte.
Le château de Holte (allemand : Schloß Holte) est un château de Rhénanie-du-Nord-Westphalie en Allemagne qui servait autrefois à la chasse. Il se trouve à Schloß Holte-Stukenbrock en Westphalie-de-l'Est-Lippe et date du XVIIe siècle.

## Historique

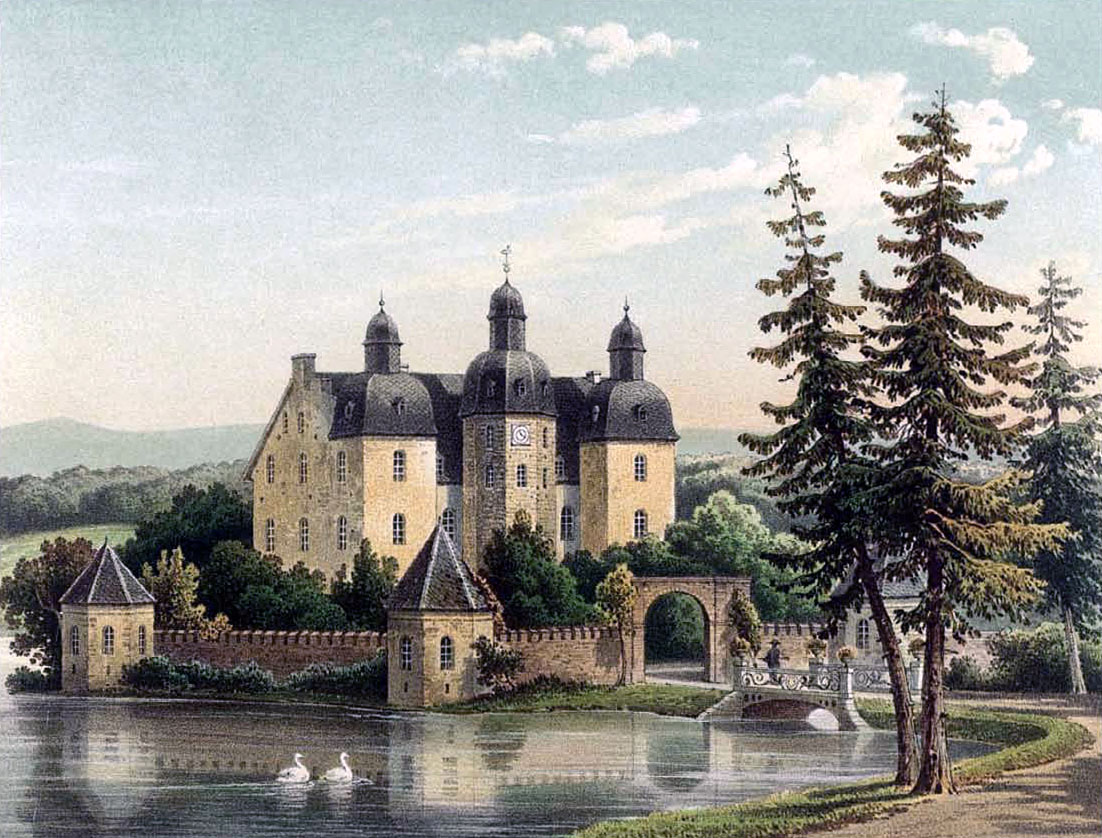
Vue du château vers 1860 (collection Duncker).

Un château fort est mentionné au XIVe siècle sous le nom de Haus Holte à l'est de la forêt de Holte. Il appartient au XVe siècle aux comtes de Rietberg qui y font ériger une chapelle. Il est démoli en 1556 par le comte Bernard VIII de Lippe. Le comte et la comtesse Johann III de Rietberg  et de Frise orientale font construire sur ses fondements entre 1608 et 1616 l'ensemble actuel, un Wasserschloss servant de pavillon de chasse. Mais les travaux durent jusqu'en 1664. D'autres aménagements ont lieu au XIXe siècle. Il est acheté en 1822 par le négociant Friedrich Ludwig Tenge.
Le cercle de Holte s'y réunit de 1845 à 1847 pour y traiter de sujets politiques. Des personnalités telles que l'industriel Julius Meyer, Hoffmann von Fallersleben, Otto Lüning, l'industriel Rudolf Rempel et le journaliste Hermann Kriege en font partie.

## Architecture
Le château se trouve sur un îlot hexagonal. Il est de style Renaissance. La tour d'escalier octogonale, au milieu, date du début du XVIIe siècle. Les trois tours sont décorées de lanternons de style baroque. Propriété privée, il n'est pas accessible au public, de même que le parc d'un hectare qui l'entoure.

## Illustrations

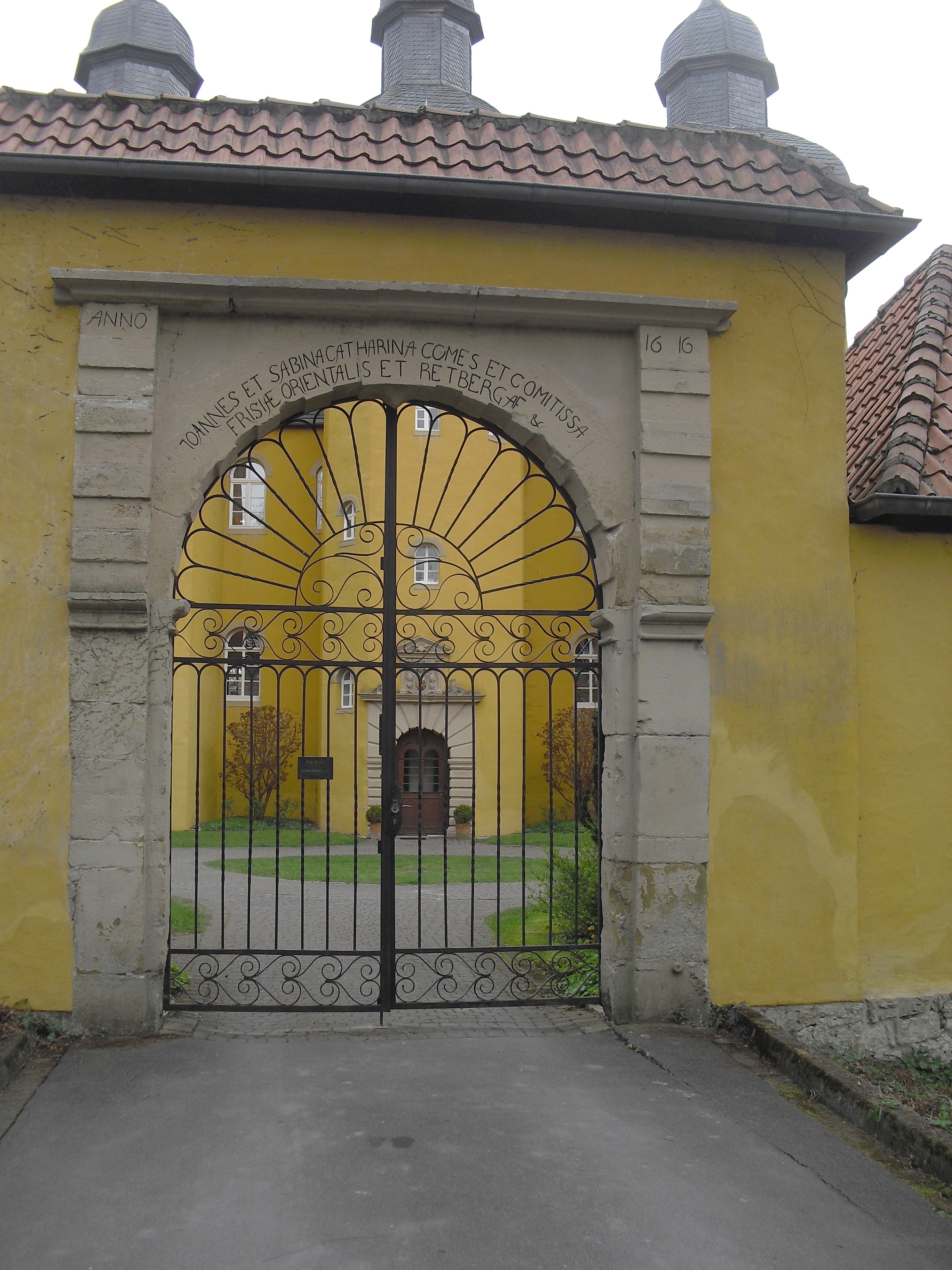
Portail de la cour d'honneur portant la date de 1616 et le nom de ses bâtisseurs
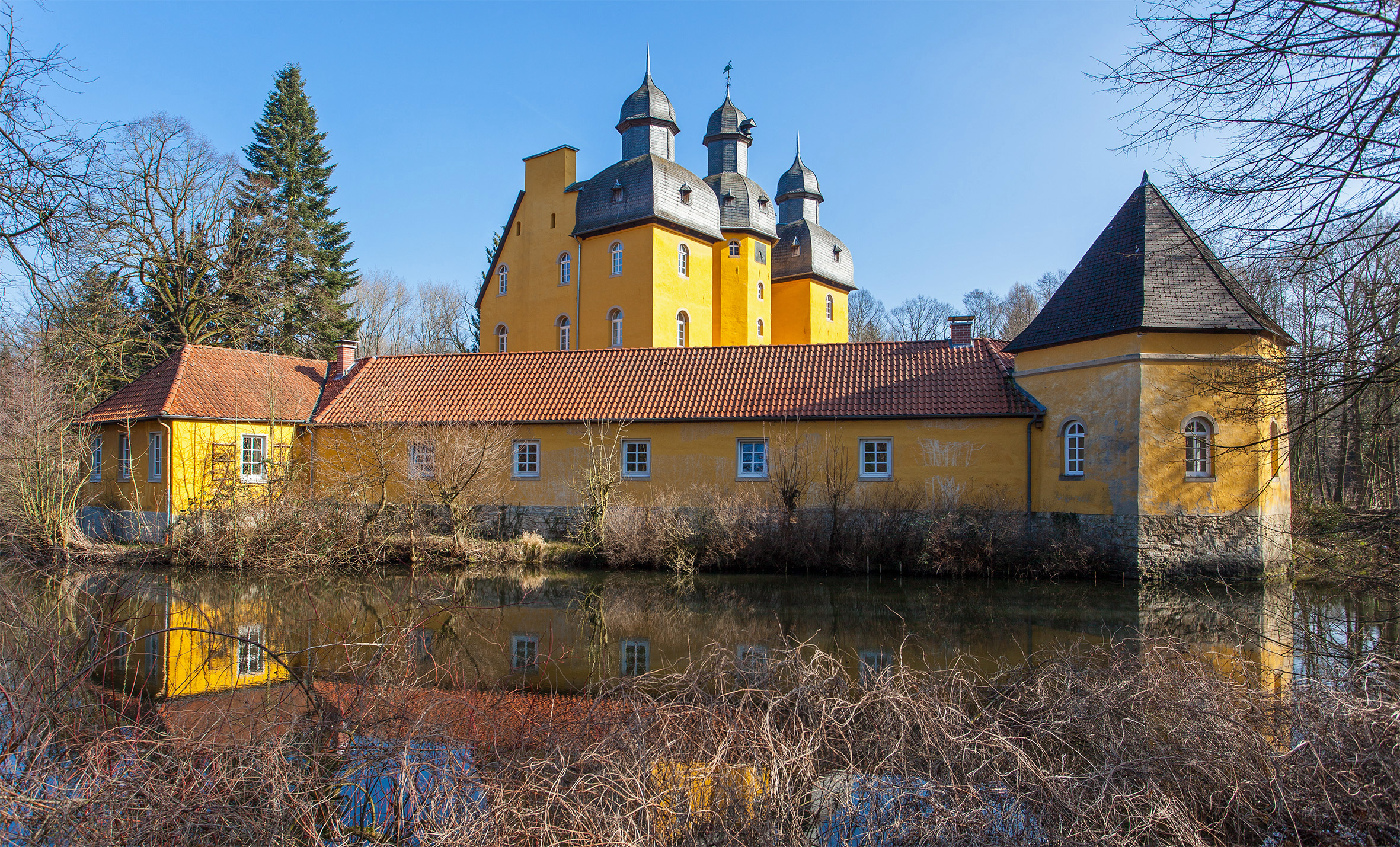
Vue du côté ouest
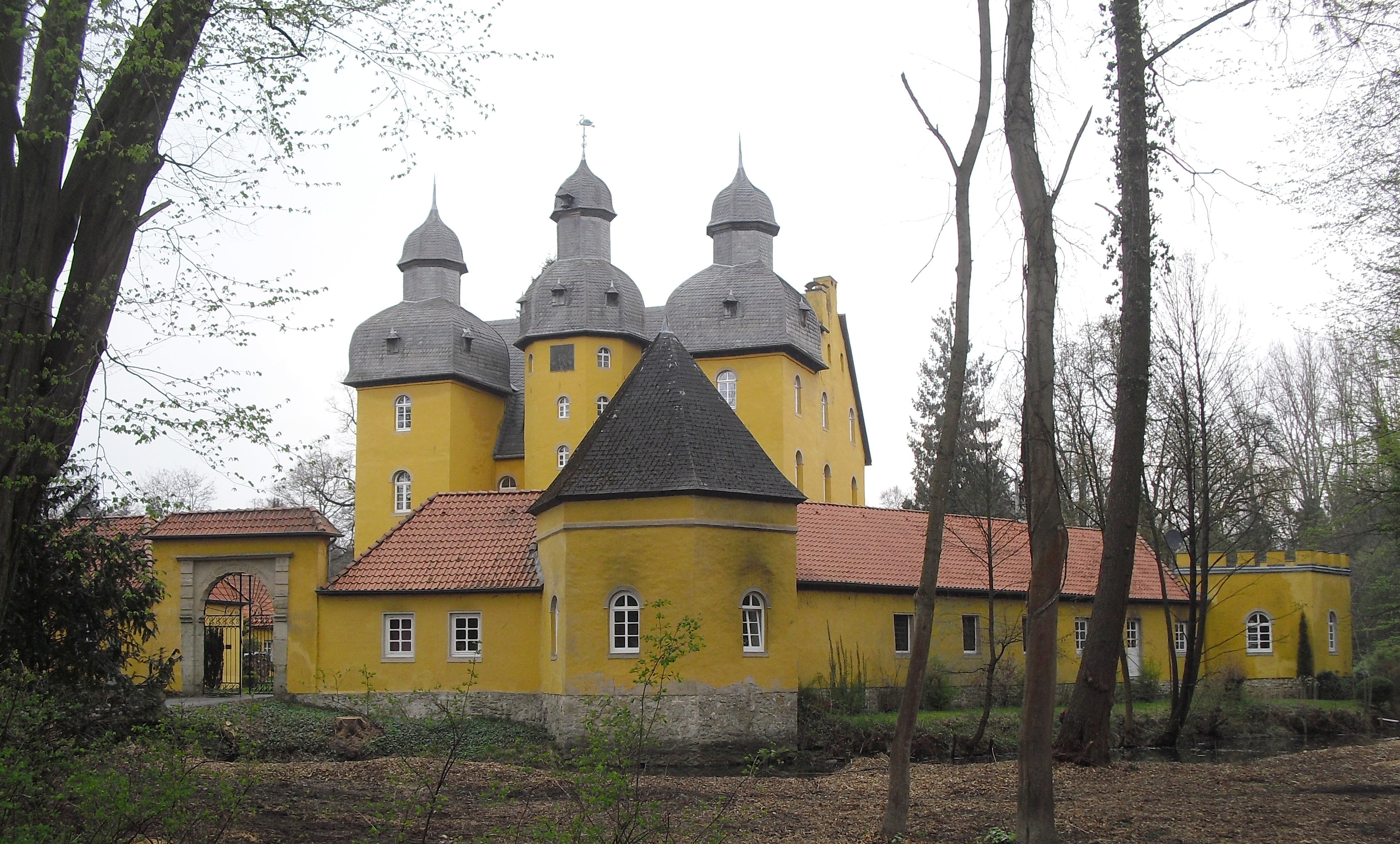
Vue en avril 2012
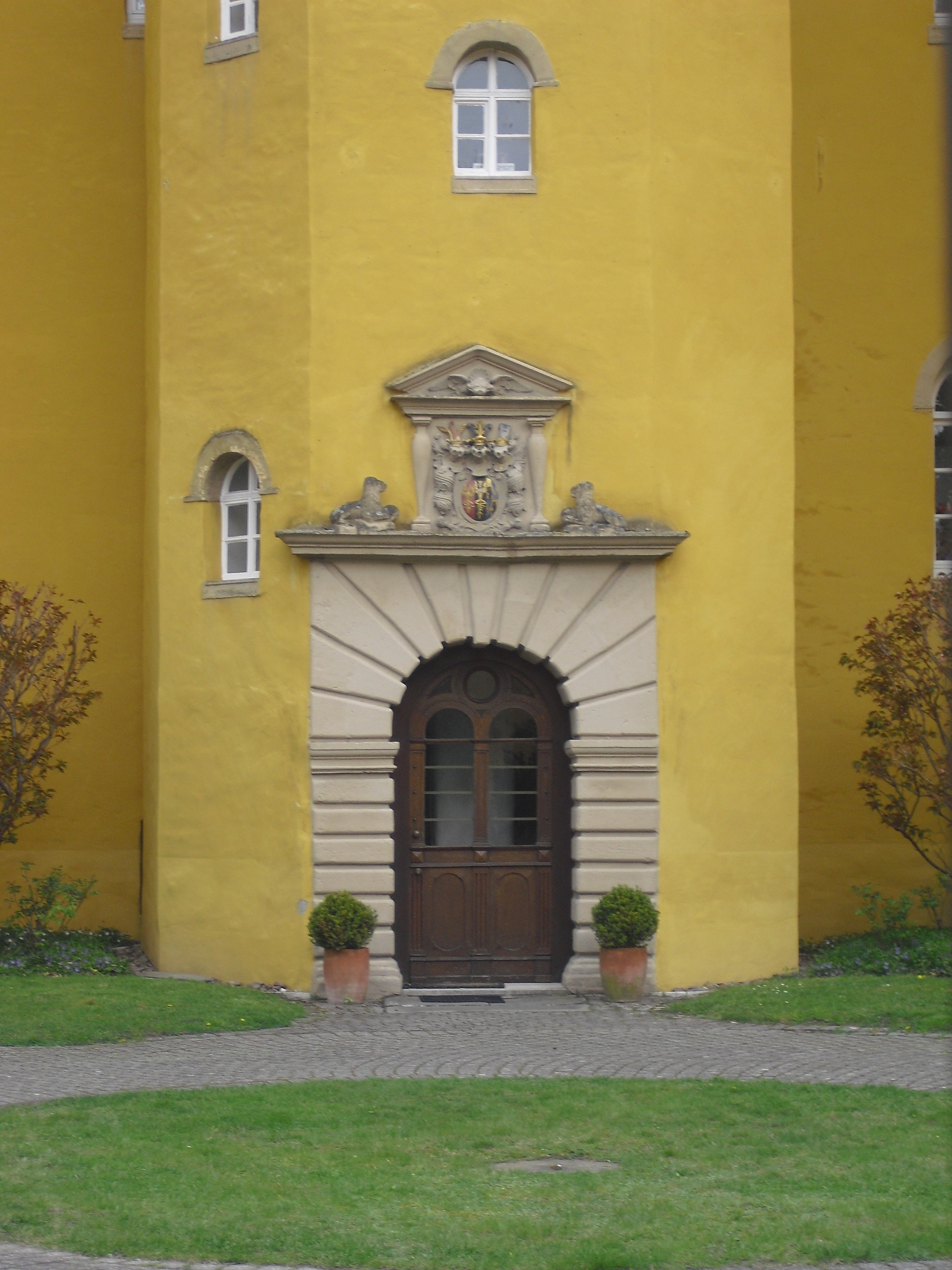
Portail de la tour d'escalier

## Source de la traduction
- (de) Cet article est partiellement ou en totalité issu de l’article de Wikipédia en allemand intitulé « Schloss Holte » (voir la liste des auteurs).